# Ахмедов, Шамиль Алиевич
Шамиль Алиевич Алиев (27 сентября 1980, с. Чонтаул, Кизилюртовский район, Дагестанская АССР, РСФСР, СССР) — российский тайбоксер, чемпион Европы, чемпион России. Мастер спорта России международного класса.

## Спортивная карьера
Тайским боксом занимается с 1995 года. Является воспитанником махачкалинского ДГЦБИ и школы «Скорпион», занимался под руководством Зайналбек Зайналбеков и Шамиля Магомедова. В ноябре 2000 года в Москве стал чемпионом Европы.

## Достижения
- Чемпионат Европы по тайскому боксу 2000 — ;

## Личная жизнь
По национальности — аварец. Родом из села Тинди Цумадинского района. В 1997 году окончил среднюю школу в селе Чонтаул. В 2006 году окончил юридический факультет дагестанского филиала Московской государственной юридической академии.